# Varde (stacja kolejowa)
Varde - stacja kolejowa w Varde, w regionie Dania Południowa, w Danii. Znajdują się tu 2 perony.
Stacja została otwarta w 1875 podczas inauguracji linii kolejowej Varde - Ringkøbing. 
Obecnie jest obsługiwana przez pociągi Arriva Esbjerg - Struer.
Od stacji Varde odchodzi też druga linia do Nørre Nebel.